# Marshall Allman
Marshall Scot Allman (Austin, Texas, 1984. április 5. –) amerikai színész. Legismertebb alakítása a Fox csatornán futó L. J. Burrows karaktere A szökésből.

## Élete

### Ifjúsága
Allman a Texas állambeli Austinban született, Idanell Brown és ifj. James Martin Allmen fiaként. Futball és művészeti tehetségére hamar fény derült. Allman az iskolában is, és egy klubban is rúgta a bőrt, továbbá mély érdeklődést mutatott a kortárs zene iránt. Az Austin Középiskolában érettségizett 2002-ben, majd Los Angelesbe ment, hogy színész váljon belőle. Később New Yorkban tanult színészetet.

### Pályája kezdetén
Allman legtöbbször sorozatokban tűnik fel valamilyen epizódszerepben, úgymint a Nyomtalanul, a Boston Public, a Malcolm in the Middle, az Ügyvédek, a Phil of the Future, a Close To Home, a Döglött akták vagy A főnök. Ismertebb filmjei a Magánürügy és a Tányérdobálók. 2007-ben, a Prey 4 Me című filmnek nemcsak szereplője, hanem társproducere is.
Allman 2006. június 15-én vette feleségül Jamie Anne Brown színésznőt.

## Szerepei
| Magyar cím : alcím                                      | Eredeti cím : alcím                                                | Ország/műfaj               | Év         | Karakter         |
| ------------------------------------------------------- | ------------------------------------------------------------------ | -------------------------- | ---------- | ---------------- |
|                                                         | The Bounceback                                                     | amerikai vígjáték          | 2013       | Ralph            |
| Kemény motorosok                                        | Sons of Anarchy : Orca Shrugged                                    | amerikai krimisorozat      | 2012       | Devin Price      |
| A törvény embere                                        | Justified                                                          | amerikai sorozat           | 2012       | Donovan          |
|                                                         | Blue Like Jazz                                                     | amerikai film              | 2012       | Don Miller       |
|                                                         | Jayne Mansfield's Car                                              | amerikai film              | 2012       | Alan Caldwell    |
| CSI – Miami helyszínelők : A bűnös mindent vissz        | CSI – Miami : Sinner Takes All                                     | amerikai krimisorozat      | 2011       | Kevin Bowers     |
| True Blood – Inni és élni hagyni                        | True Blood                                                         | amerikai misztikus-sorozat | 2010- 2011 | Tommy Mickens    |
|                                                         | Sugar                                                              | amerikai film              | 2010       | Marshall         |
| Jog/Ászok : Nevada kontra Rodgers                       | The Defenders : Nevada v. Rodgers                                  | amerikai sorozat           | 2010       | Jim Rodgers      |
|                                                         | Men of a Certain Age : Powerless                                   | amerikai sorozat           | 2010       | Travis           |
| Felhőtlen Philadelphia                                  | It's Always Sunny in Philadelphia : The Gang Reignites the Rivalry | amerikai vígjátéksorozat   | 2009       | Bezzy            |
| Mad Men – Reklámőrültek                                 | Mad Men : The Color Blue                                           | amerikai sorozat           | 2009       | Danny Farrell    |
|                                                         | Love After Life                                                    | amerikai rövidfilm         | 2009       |                  |
|                                                         | Anytown                                                            | amerikai thriller          | 2009       | Mike Grossman    |
| Életfogytig zsaru                                       | Life : Canyon Flowers                                              | amerikai krimisorozat      | 2009       | Clifton Garber   |
|                                                         | The Immaculate Conception of Little Dizzle                         | amerikai vígjáték          | 2008       | Dory             |
| Esküdt ellenségek – Különleges ügyosztály : Beismerések | Law & Order – Special Victims Unit : Confession                    | amerikai krimisorozat      | 2008       | Eric Byers       |
| Eli Stone                                               | Eli Stone                                                          | amerikai sorozat           | 2008       | JJ Cooper        |
| A főnök : Sötét titok                                   | The Closer : Cherry Bomb                                           | amerikai sorozat           | 2008       | Kevin Ward       |
|                                                         | Winged Creatures                                                   | amerikai dráma             | 2008       | Dan, a londiner  |
| A Grace klinika : Az utolsó kísérlet 2/1                | Grey's Anatomy : Freedom                                           | amerikai sorozat           | 2008       | Jeremy West      |
| Szellemekkel suttogó : Zsákolj, ha tudsz!               | Ghost Whisperer : Slam                                             | amerikai misztikus sorozat | 2008       | Thomas Benjamin  |
|                                                         | Prey 4 Me                                                          | amerikai misztikus film    | 2007       | Sean             |
|                                                         | Saving Grace : Keep Your Damn Wings Off My Nephew                  | amerikai sorozat           | 2007       | Wade Tyrell      |
|                                                         | A Day with the Urns                                                | amerikai vígjáték          | 2007       | Bob              |
| CSI – Helyszínelők Üres szemek                          | CSI: Crime Scene Investigation : Empty Eyes                        | amerikai sorozat           | 2007       | Jonathan Alaniz  |
| Döglött akták : Harcosok klubja                         | Cold Case : Knuckle Up                                             | amerikai krimisorozat      | 2007       | James Hoffman    |
|                                                         | Close to Home : Hot Grrrl                                          | amerikai sorozat           | 2006       | Billy Hampton    |
| A szökés                                                | Prison Break                                                       | amerikai akciófilm-sorozat | 2005- 2009 | L. J. Burrows    |
|                                                         | Sweet Pea                                                          | amerikai dráma             | 2005       | Ricky            |
|                                                         | Starcrossed                                                        | amerikai dráma             | 2005       | Connor           |
|                                                         | Phil of the Future : Milkin' It                                    | amerikai sorozat           | 2005       | Roger            |
| Túszdráma                                               | Hostage                                                            | amerikai-német thriller    | 2005       | Kevin Kelly      |
| Tányérdobálók                                           | Dishdogz                                                           | amerikai filmdráma         | 2005       | Kevin            |
| Magánürügy                                              | Little Black Book                                                  | amerikai vígjáték          | 2004       | Trotsky          |
|                                                         | Shallow Ground                                                     | amerikai thriller          | 2004       | az egyik áldozat |
| Ügyvédek                                                | The Practice : Police State                                        | amerikai sorozat           | 2004       | Todd Beck        |
| Már megint Malcolm                                      | Malcolm in the Middle : Thanksgiving                               | amerikai vígjátéksorozat   | 2003       | Dylan            |
|                                                         | Boston Public : Chapter Seventy                                    | amerikai vígjátéksorozat   | 2003       | Hector           |
| Végveszélyben                                           | Threat Matrix : Natural Borne Killers                              | amerikai krimisorozat      | 2003       | tinédzser fiú    |
|                                                         | Married to the Kellys : Pilot                                      | amerikai vígjátéksorozat   | 2003       | a fiatal Tom     |
| Nyomtalanul                                             | Without a Trace : Revelations                                      | amerikai krimisorozat      | 2003       | Mark             |

## További információ
- Marshall Allman a PORT.hu-n (magyarul)
- Marshall Allman az Internetes Szinkronadatbázisban (magyarul)
- Marshall Allman az Internet Movie Database-ben (angolul)
- Marshall Allman a Rotten Tomatoeson (angolul)